# فرودگاه صحرایی باتی لویسا
فرودگاه صحرایی باتی لویسا (به انگلیسی: Batey Luisa Field) یک فرودگاه همگانی است که یک باند فرود سنگفرش دارد و طول باند آن ۴۶ متر است. این فرودگاه در کشور جمهوری دومینیکن قرار دارد و در ارتفاع ۷ متری از سطح دریا واقع شده‌است.